# Dytryk IV
Dytryk IV (według innych wersji numeracji: V lub VI) (ur. ok. 1187/1196 r., zm. w 1260 r.) – hrabia Kleve od ok. 1203/1208 r.

## Życiorys
Dytryk był synem hrabiego Kleve Dytryka III i Małgorzaty, córki hrabiego Holandii Florisa III. W źródłach pojawia się po raz pierwszy w 1202 r., już po śmierci ojca (oraz stryja Arnolda, który zarządzał hrabstwem w czasie pobytu ojca na krucjacie) jako puer de Clive (chłopiec z Kleve). Jego opiekunem był w tym okresie jego wuj, hrabia Holandii Dirk VII (zm. w 1203 r.). Najpóźniej w 1208 r. Dytryk objął rządy osobiste.
W 1216 r. Dytryk wystąpił przeciwko świeżo obranemu arcybiskupowi Kolonii Engelbertowi z Bergu, wspierając przy tym księcia Limburgii Henryka III. Jednak do 1220 r. arcybiskup zmusił Dytryka do uznania swego zwierzchnictwa. Później Dytryka oskarżono o współudział w zamordowaniu arcybiskupa Engelberta w 1225 r., został jednak przez króla Niemiec Henryka VII Hohenstaufa uwolniony od tego zarzutu. Następcą Engelberta na tronie arcybiskupim w Kolonii został Henryk z Müllenark, z którym Dytryk wkrótce popadł w konflikt. Arcybiskup m.in. pozbawił go zwierzchnictwa nad Xanten, a Dytryk wkrótce musiał uznać jego prymat.
Dytryk pielęgnował bliskie kontakty z władcami z rodu Hohentaufów, czemu prawdopodobnie zawdzięczał otrzymanie prawa do pobierania cła na Renie w Nijmegen. Dbał także o rozwój miast w swoim hrabstwie, nadając prawa miejskie istniejącym osadom (jak Wesel) lub tworząc je (jak miasto Kleve u stóp hrabiowskiego zamku czy Kalkar nad Renem). Podtrzymywał tradycyjnie bliskie stosunki Kleve z książętami Brabancji, w 1233 r. wydając swego pierworodnego syna Dytryka (zmarłego w 1245 r.) za córkę księcia Brabancji Henryka I. Pozostawał także w zasadniczo dobrych stosunkach z hrabią Geldrii Ottonem II, za którego wydał swoją córkę Małgorzatę. W 1234 r. uczestniczył w tzw. krucjacie arcybiskupa Bremy Gerarda z Lippe przeciwko chłopom ze Stade.
Konflikt Dytryka z arcybiskupstwem Kolonii wybuchł na nowo w 1238 r., po objęciu tronu w Kolonii przez Konrada z Hochstaden. Po kilku latach wojennych starć Konrad w 1246 r. ogłosił ekskomunikę Dytryka, wobec czego ten ostatecznie uległ. W 1247 r. obaj poparli wybór na króla Niemiec hrabiego Holandii Wilhelma. Odtąd, do końca życia, utrzymywał poprawne stosunki z arcybiskupem. M.in., krótko przed śmiercią Dytryk otrzymał od arcybiskupa prawo do odbudowy zamku w Kalkar, który stał się główną siedzibą hrabiów Kleve na kolejne kilkadziesiąt lat.
W ostatnich latach życia Dytryk przyznał duży udział w rządach swoim synom, Dytrykowi V oraz Dytrykowi Lufowi, a w 1255 r. zarządził podział hrabstwa między nich. Po śmierci prawdopodobnie został pochowany w klasztorze w Bedburgu.

## Rodzina
Dytryk był co najmniej dwukrotnie żonaty. Pierwszą jego żoną była być może Matylda z Dinslaken. Z tego małżeństwa pochodzili:
- Dytryk (zm. 1245),
- Małgorzata (zm. 1251), żona hrabiego Geldrii Ottona II.

Ok. 1226 r. pierwsza żona Dytryka zmarła i wówczas poślubił on Jadwigę (zm. 1249/1250), córkę margrabiego Miśni i Łużyc Dytryka I Zgnębionego. Z tego małżeństwa pochodziły następujące dzieci:
- Dytryk V (zm. 1275), następca ojca jako hrabia Kleve,
- Dytryk Luf (zm. 1277), hrabia Saarbrücken,
- Jutta (zm. po 1275), żona księcia Limburgii Walrama IV,
- Agnieszka (zm. po 1279), żona hrabiego Lippe Bernarda IV, a następnie hrabiego Diepholz, Rudolfa II,
- być może Eberhard.